# Phuphkalan
Phuphkalan là một thị xã và là một nagar panchayat của quận Bhind thuộc bang Madhya Pradesh, Ấn Độ.

## Nhân khẩu
Theo điều tra dân số năm 2001 của Ấn Độ, Phuphkalan có dân số 10.245 người. Phái nam chiếm 55% tổng số dân và phái nữ chiếm 45%. Phuphkalan có tỷ lệ 61% biết đọc biết viết, cao hơn tỷ lệ trung bình toàn quốc là 59,5%: tỷ lệ cho phái nam là 70%, và tỷ lệ cho phái nữ là 50%. Tại Phuphkalan, 17% dân số nhỏ hơn 6 tuổi.